# Панихида

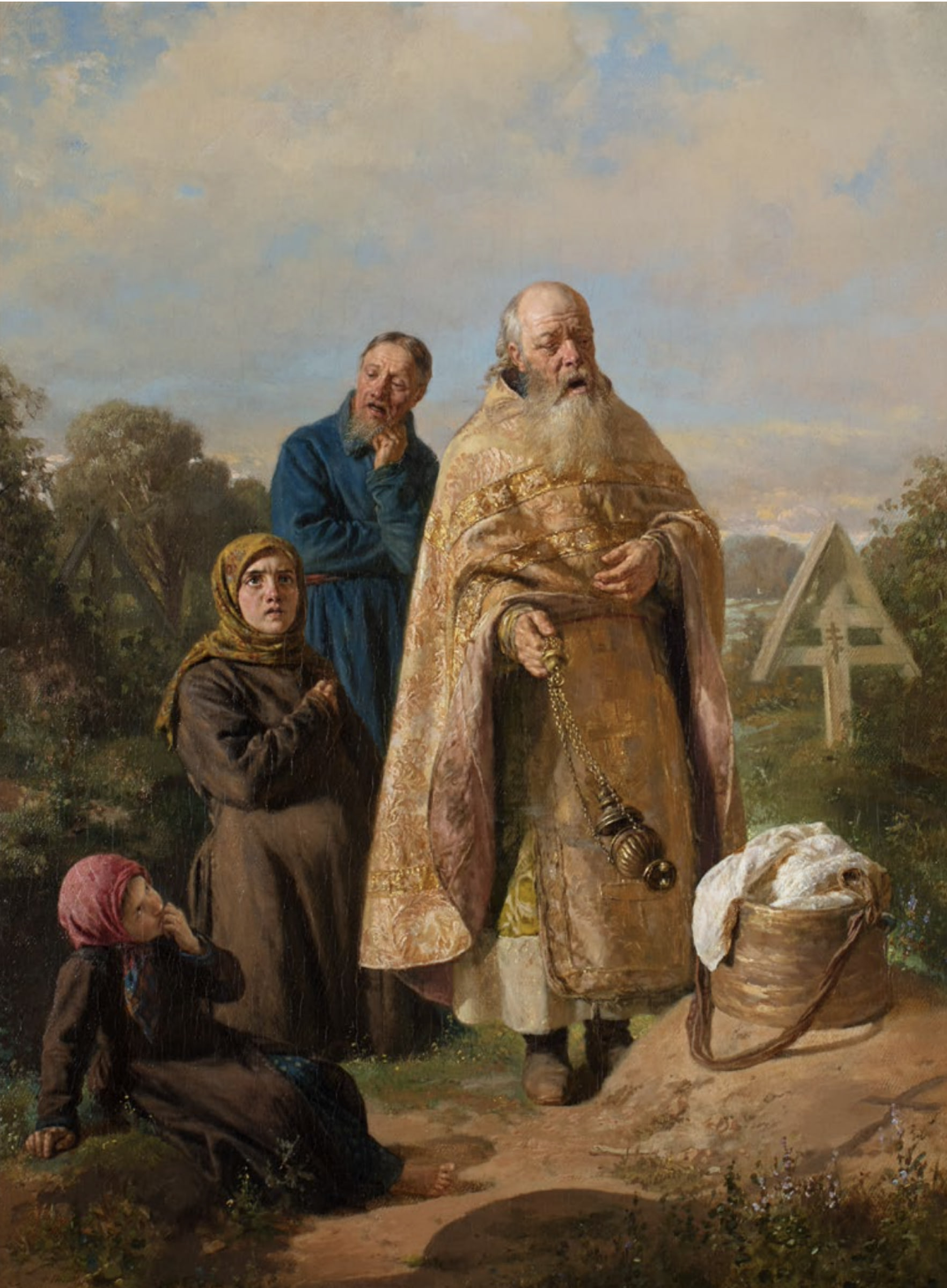
Николай Неврев. Панихида на сельском кладбище. 1865

Панихи́да (греч. παννυχίδα, от παννυχίς — «всенощная») в христианстве — церковная служба по умершему в сам день похорон, а также на третий, девятый или сороковой день после смерти либо в годовщину его смерти или рождения.
Другое название полной панихиды — параста́с (παρά-στᾰσις — «стояние возле», от πᾰρᾰ- — приставка со значением: рядоположности, смежности и στάσις — «место стояния»), оно было предложено и использовано в Требнике Петра Могилы в 1646 году. Сокращённая панихида именуется в России «заупокойной литиёй».
Не следует путать с гражданской панихидой — траурными речами, посвящёнными памяти умершего возле гроба или урны с прахом. Чинопоследование панихиды изложено в «Требнике».

## Порядок совершения

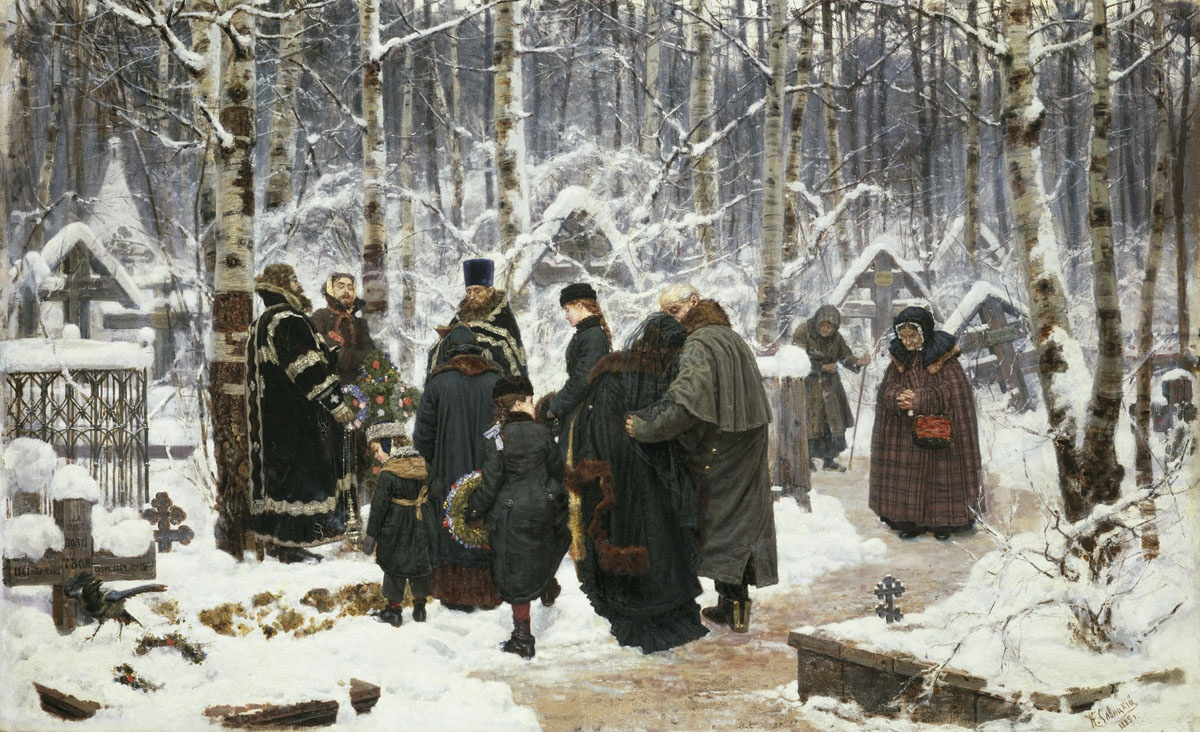
Константин Савицкий. Панихида в девятый день на кладбище. 1885

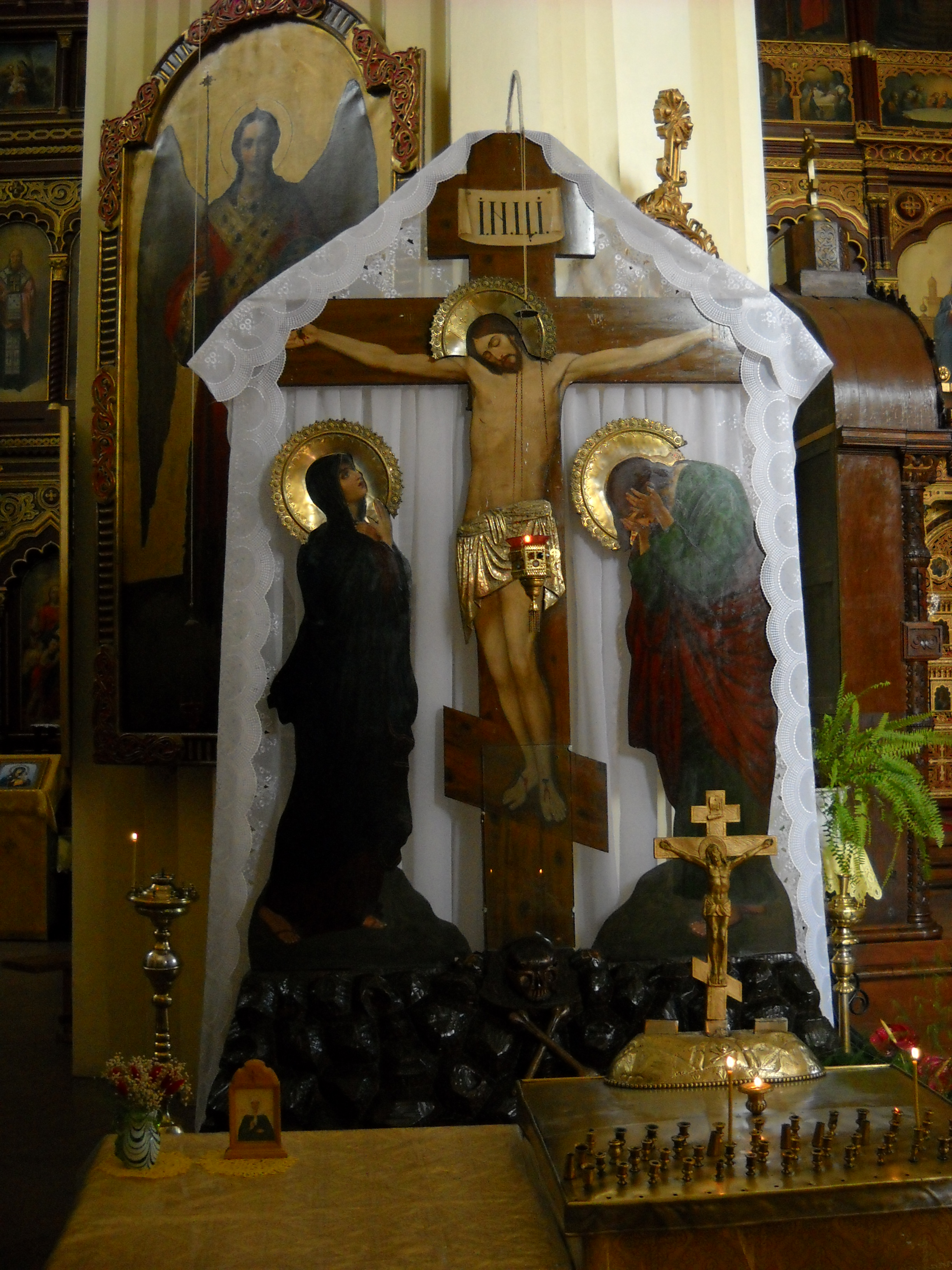
«Голгофа» (икона распятия), православный собор в Вильнюсе. Лоток (мемориальная подставка) находится внизу справа, где отмечаются памятные службы. На стенде есть держатели для верующих, чтобы помещать свечи

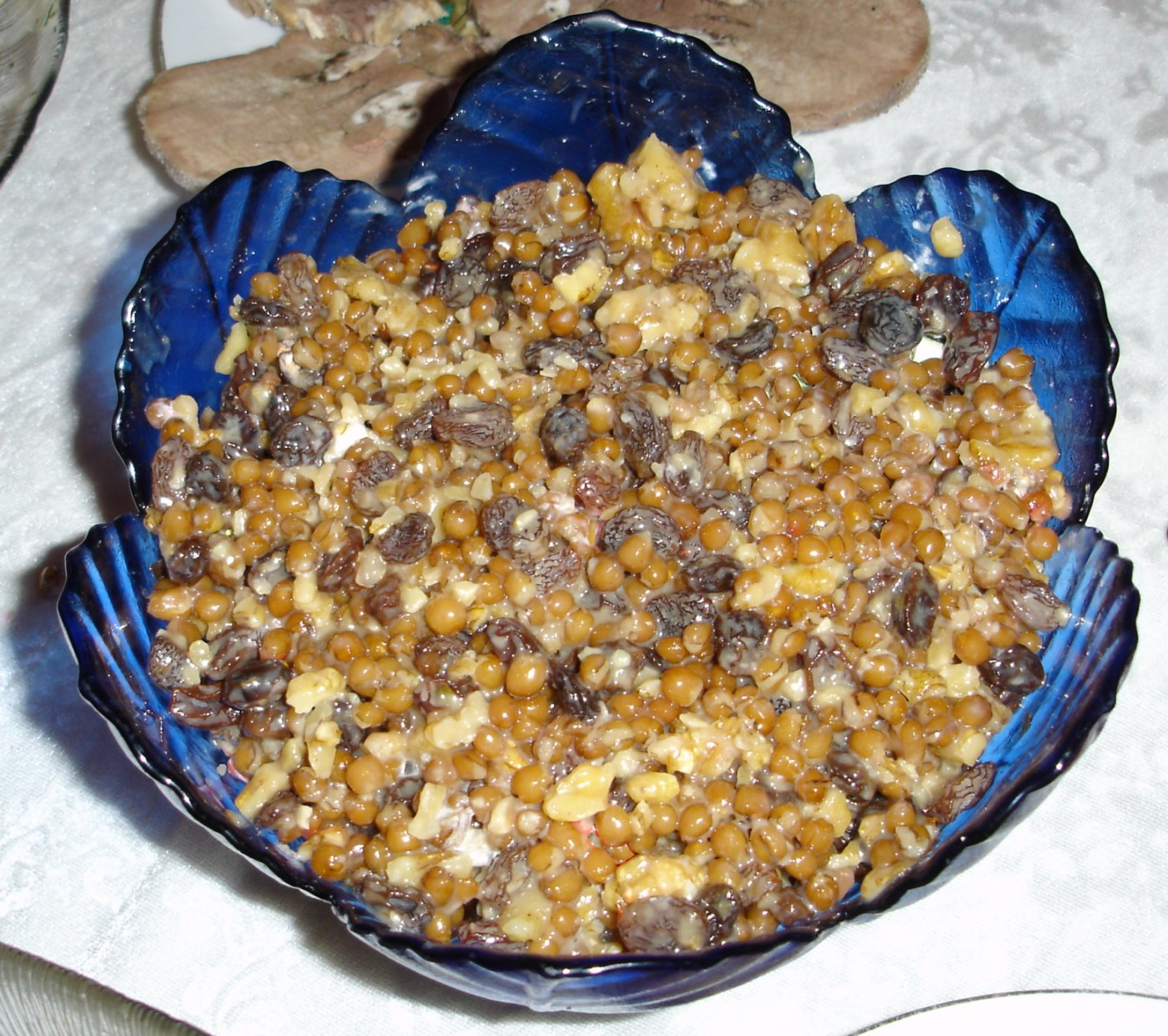
Блюдо Коливы из пшеницы и изюма, которое традиционно используется во время православных мемориальных служб

Согласно указанию в требниках, панихида должна совершаться в церкви, но очень часто она совершается в доме умершего, на кладбище перед могилой, в отдельных случаях панихида совершается на месте смерти. Панихида может совершаться в самые различные дни: на 1-й, 3-й, 9-й, 40-й дни после смерти, а также в годовщину его смерти, в день рождения и именин и т. д.
При совершении панихиды, согласно Требнику, на канун (низкий столик с изображением распятия Иисуса Христа) ставится коливо (кутия). Но на практике панихида совершается без колива.
По структуре панихида — это отпевание, отдельные молитвы из которого исключены; она также напоминает заупокойную утреню. Её состав следующий:
- начальные молитвы[5];
- 90-й псалом;
- заупокойная великая ектения;
- аллилуйя с тремя стихами;
- заупокойный тропарь восьмого гласа: «Глубино́ю му́дрости человеколю́бно вся стро́яй», Сла́ва, И ны́не, богородичен: «Тебе́ и Сте́ну и Приста́нище и́мамы»;
- Читается[6] или поётся полностью 17-я кафизма (118-й псалом): «Блаже́ни непоро́чнии в путь, ходя́щии в Законе Господни…». Псалом 118 разделён на две ста́тьи (части), к каждому стиху первой статьи припев: «Благослове́н еси́, Го́споди», к каждому стиху второй статьи припев: «Спа́се! Спаси́ мя», между статьями священник произносит сугубую заупокойную ектенью «Поми́луй нас Бо́же, по вели́цей ми́лости Твое́й…»;
- тропари, пое́мыя по непоро́чнах в субботу, глас пятый[7]: «Святых лик обре́те Источник Жизни и Дверь райскую» с припевом: «Благослове́н еси́, Го́споди, научи́ мя Оправда́нием Твои́м»;
- священник произносит малую заупокойную ектенью;
- поётся заупокойный седален пятый глас:

Поко́й, Спа́се наш, / с праведными раба Твоего (или рабу Твою или раб Твоих), / и сего́ (или сию́ или сих) всели́ во дворы́ Твоя, / я́коже есть писано: / презирая яко благ прегрешения его (или ея или их) / вольная и невольная, / и вся яже в ве́дении и не в ведении, Человеколю́бче…

Слава.., И ныне.., и поётся богородичен: «От Девы Возсия́вый міру Христе́ Бо́же»;
- читается 50-й псалом;
- По прочтении 50-го псалма поётся заупокойный канон 6-го гласа; после каждого ирмоса по четыре тропаря, припев к первому тропарю: «Ди́вен Бог во святых Своих, Бог Израилев», ко второму тропарю: «Покой, Господи, душу усопшаго раба Твоего (или душу усопшия рабы Твоея или раб Твоих)», к третьему тропарю: «Слава Отцу и Сыну и Святому Духу», к четвёртому: «И ныне и присно и во веки веков. Аминь». После третьей песни канона священник произносит малую заупокойную ектенью и поётся седален:

Вои́стинну суета́ вся́ческая, / житие́ же сень и со́ние, / и́бо всу́е мяте́тся всяк земноро́дный, / я́коже рече́ Писа́ние: / егда́ мір приобря́щем, / тогда́ во гроб всели́мся, / иде́же вку́пе ца́рие и ни́щии. / Те́мже, Христе́ Бо́же, / преста́вльшагося ра́ба Твоего́ или преста́вльшуюся рабу Твою или преста́вльшихся раб Твоих) упоко́й, я́ко Человеколюбец.

Слава, И ныне, и поётся богородичен: «Всесвятая Богородице, во время живота моего не остави мене».
После шестой песни канона священник произносит малую заупокойную ектенью и поется заупокойный кондак:

Со святы́ми упоко́й, / Христе́, ду́шу раба́ Твоего́ (или ду́шу рабы́ Твоея́ или ду́ши раб Твои́х), / иде́же несть боле́знь, / ни печа́ль, / ни воздыха́ние, / но жизнь безконе́чная.

и заупокойный икос:

Сам еди́н еси́ безсме́ртный, / сотвори́вый и созда́вый челове́ка: / земни́и у́бо от земли́ созда́хомся, / и в зе́млю ту́южде по́йдем, / я́коже пове́лел еси́, созда́вый мя и реки́й ми: / яко земля́ еси́, и в зе́млю оты́деши: / а́може вси челове́цы по́йдем, / надгро́бное рыда́ние творя́ще песнь: / аллилуия́.

- после канона читается Трисвятое по Отче наш;
- поются тропари 4-го гласа:

Со ду́хи пра́ведных сконча́вшихся, / ду́шу ра́ба Твоего́ (или ду́ши рабы́ Твоея́), Спа́се, упоко́й, / сохраня́я ю (их) во блаже́нной жи́зни, я́же у Тебе́, Человеколю́бче…

- произносится сугубая ектения об упокоении, после чего священник произносит:

Во блаже́нном успе́нии ве́чный поко́й пода́ждь, Го́споди, усо́пшему рабу́ Твоему́ (усо́пшей рабе́ Твоей) имярек, и сотвори́ ему́ (ей) ве́чную па́мять.

Хор трижды поёт: «Вечная память», часто подпевают все присутствующие.
Если на панихиде есть коливо, то диакон (или священник) после панихиды читает молитву «Отче наш…» над ним и благословляет его, а также другие (съедобные) приношения.
Краткая панихида носит название «Заупокойная лития», её чинопоследование изложено в некоторых требниках.
Панихиды, совершаемые во Вселенские родительские субботы, именуются «Вселенскими».
В православных церквях родительские субботы — дни особого поминовения усопших; среди них особо выделяются Вселенские — Мясопустная и Троицкая, когда совершается общецерковное поминовение всех крещёных христиан. Иногда указывают, что остальные родительские субботы Вселенскими не являются, однако 2-я, 3-я и 4-я субботы Великого поста также являются днями, когда поминают всех «в надежде воскресения и вечной жизни» усопших.

## Дни особого поминовения усопших в России
Шаблон:Основеая статья
Богослужебный календарь Русской православной церкви содержит дни особого поминовения усопших.
| Название дня                       | Дата в 2015 году       | Комментарий                                                                          |
| ---------------------------------- | ---------------------- | ------------------------------------------------------------------------------------ |
| Суббота мясопустная                | 28 января (10 февраля) | за неделю до Великого поста, суббота перед Неделей о Страшном Суде.                  |
| Суббота 2-й седмицы Великого поста | 17 февраля (2 марта)   |                                                                                      |
| Суббота 3-й седмицы Великого поста | 10 (23) марта          |                                                                                      |
| Суббота 4-й седмицы Великого поста | 17 (30) марта          |                                                                                      |
| Радоница                           | 24 апреля (7 мая)      | 9-й день после Пасхи, вторник Фоминой седмицы                                        |
| Поминовение усопших воинов         | 26 апреля (9 мая)      | фиксированная дата                                                                   |
| Суббота Троицкая                   | 2 (15) июня            | накануне дня Святой Троицы                                                           |
| Суббота Димитриевская              | 20 октября (2 ноября)  | суббота перед 26 октября (8 ноября) — днём памяти великомученика Димитрия Солунского |

Кроме того, 13-я глава Типикона предусматривает возможность дополнительного церковного поминовения усопших в суточном круге богослужения в обычные субботы и в субботы малых постов при отсутствии в эти субботы больших праздников.
В России принято также несколько дней поминовения усопших, о которых не упоминается в богослужебном уставе:
- День Усекновения главы Иоанна Предтечи 29 августа (11 сентября) распоряжением императрицы Екатерины II в 1769 году объявлен днём поминовения православных воинов.
- Покровская суббота.